# Hey Now (canción de London Grammar)
«Hey Now» es una canción de la banda de indie pop London Grammar incluida en su álbum debut If You Wait (2013). Fue lanzada como sencillo en el Reino Unido el 16 de marzo de 2014, en formato digital. La canción alcanzó el número 37 en la lista de sencillos del Reino Unido, y se ubicó dentro del top 50 en Francia. La canción fue compuesta por Hannah Reid, Dot Mayor, Daniel Rothman y producida por la mismos integrantes de la banda junto a Tim Bran y Roy Kerr. El video musical fue dirigido por Chris Ullens En junio de 2014 se lanzó un EP con remixes de canciones del álbum If You Wait la cual incluye una versión remezclada de «Hey Now» realizada por el DJ y productor gales Sasha.

## Lista de canciones
| Descarga digital |                                   |          |  |
| N.º              | Título                            | Duración |  |
| 1.               | «Hey Now»                         | 3:27     |  |
| 2.               | «Hey Now» (Arty Remix)            | 5:55     |  |
| 3.               | «Hey Now» (Tensnake Remix)        | 6:27     |  |
| 4.               | «Hey Now» (Bonobo Remix)          | 5:45     |  |
| 5.               | «Metal & Dust» (Studio Recording) | 2:50     |  |

## Posicionamiento en listas
| País        | Lista (2014)                   | Mejor posición |
| ----------- | ------------------------------ | -------------- |
| Bélgica     | Ultratip flamenca              | 5              |
| Bélgica     | Ultratip valona                | 19             |
| Escocia     | Scottish Singles Chart Top 100 | 37             |
| Francia     | SNEP Singles Chart             | 45             |
| Reino Unido | UK Singles Chart               | 37             |